# Grand Canyon Caverns

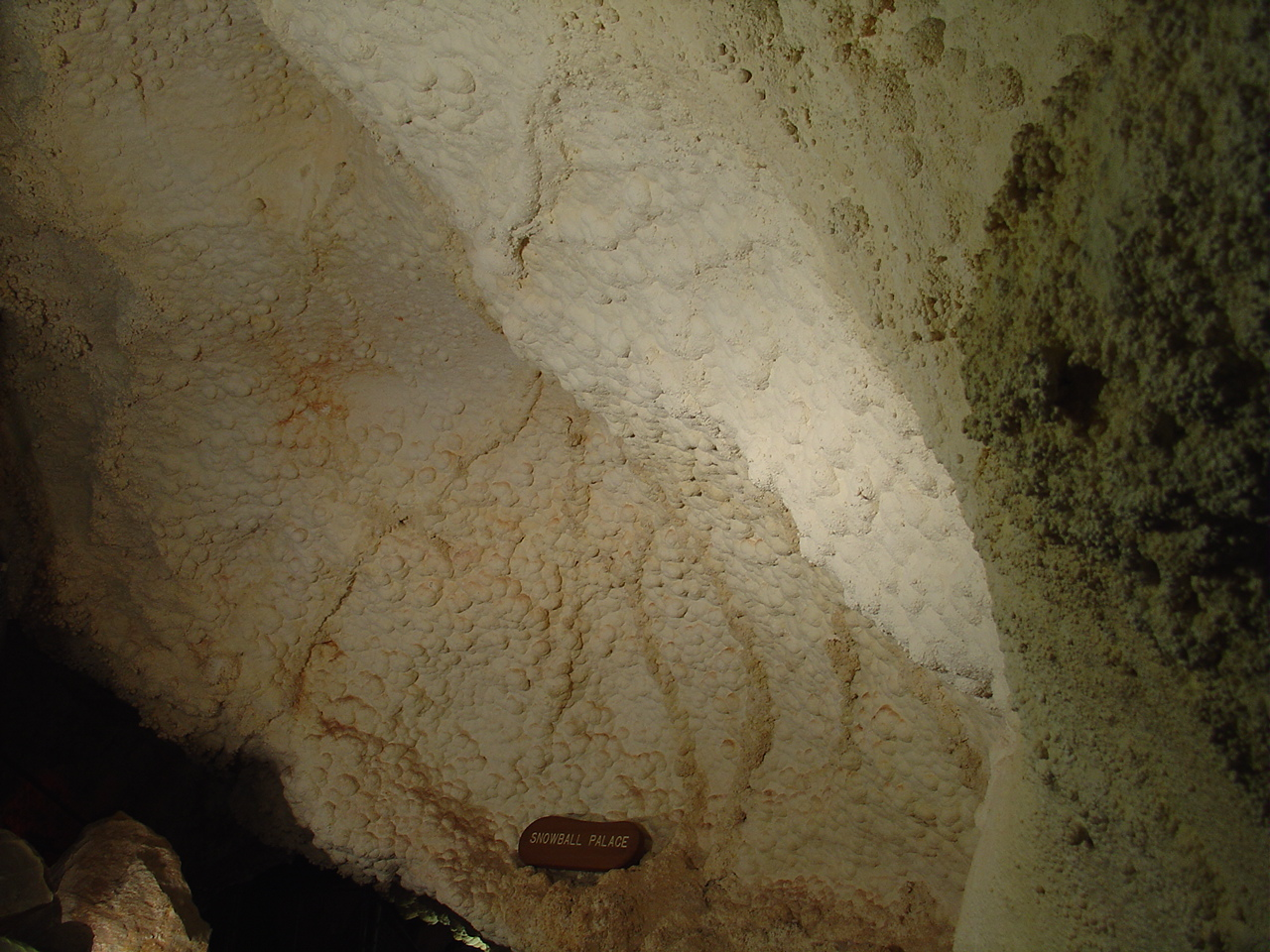
Grand Canyon Caverns

Die Grand Canyon Caverns (Havasupai: Ŧathiil Ñwaʼa oder Ŧathiil Ñhaʼa) sind Höhlen in Coconino County auf dem Coconino-Plateau, einem Teilplateau des Colorado-Plateaus. Sie befinden sich ein paar Kilometer westlich der Aubrey Cliffs, auf einer Höhe von 1600 Metern. Die Höhlen bestehen aus Kalkstein.